# Campioni italiani assoluti di atletica leggera indoor - 400 metri piani maschili
Questa pagina raccoglie un elenco di tutti i campioni italiani dell'atletica leggera nei 400 metri piani indoor, specialità introdotta ai campionati italiani assoluti di atletica leggera indoor sin dalla prima edizione del 1970 e attualmente ancora parte del programma della manifestazione.

## Albo d'oro
| Anno | Atleta (società)                                   | Prestazione |
| ---- | -------------------------------------------------- | ----------- |
| 1970 | Bruno Bianchi Lilion SNIA Varedo                   | 49"0(m)     |
| 1971 | Bruno Bianchi Lilion SNIA Varedo                   | 49"5(m)     |
| 1972 | Marcello Fiasconaro CUS Torino                     | 46"4(m)     |
| 1973 | Pasqualino Abeti Alco Rieti                        | 48"2(m)     |
| 1974 | Stravros Tziortzis Grecia                          | 47"8(m)     |
| 1975 | Marian Gesicki Polonia                             | 48"4(m)     |
| 1976 | Alfonso Di Guida Gruppi Sportivi Fiamme Gialle     | 47"89       |
| 1977 | Alfons Brjdenbach Belgio                           | 47"19       |
| 1978 | Pietro Mennea Iveco Torino                         | 47"86       |
| 1979 | Stefano Malinverni Fiat Iveco Torino               | 47"0(m)     |
| 1980 | Stefano Malinverni Fiat Iveco Torino               | 47"29       |
| 1981 | Roberto Ribaud Pro Patria Pierrel Milano           | 47"82       |
| 1982 | Roberto Ribaud Centro Sportivo Esercito            | 48"08       |
| 1983 | Daniele D'Amico CUS Roma                           | 48"46       |
| 1984 | Donato Sabia Gruppo Sportivo Fiamme Oro            | 46"86       |
| 1985 | Roberto Ribaud Pro Patria Freedent Milano          | 46"81       |
| 1986 | Leonardo Poli ASSI Banca Toscana Firenze           | 47"75       |
| 1987 | Vito Petrella Atletica Riccardi                    | 46"84       |
| 1988 | Alessandro Pinna ASSI Banca Toscana Firenze        | 48"27       |
| 1989 | Donato Sabia Pro Patria Osama Milano               | 46"52       |
| 1990 | Andrea Nuti Snam Gas Metano                        | 46"89       |
| 1991 | Andrea Nuti Snam Gas Metano                        | 47"30       |
| 1992 | Andrea Nuti Snam Gas Metano                        | 46"56       |
| 1993 | Fabio Grossi Gruppo Sportivo Forestale             | 47"54       |
| 1994 | Andrea Nuti Snam Gas Metano                        | 46"59       |
| 1995 | Ashraf Saber Gruppi Sportivi Fiamme Gialle         | 46"92       |
| 1996 | Ashraf Saber Gruppi Sportivi Fiamme Gialle         | 46"45       |
| 1997 | Marco Vaccari Gruppo Sportivo Fiamme Azzurre       | 46"98       |
| 1998 | Ashraf Saber Gruppi Sportivi Fiamme Gialle         | 46"49       |
| 1999 | Edoardo Vallet Gruppo Sportivo Fiamme Oro          | 47"19       |
| 2000 | Edoardo Vallet Gruppo Sportivo Fiamme Oro          | 47"34       |
| 2001 | Ashraf Saber Gruppi Sportivi Fiamme Gialle         | 47"23       |
| 2002 | Ashraf Saber Sport Club Catania                    | 47"27       |
| 2003 | Edoardo Vallet Gruppo Sportivo Fiamme Oro          | 46"69       |
| 2004 | Andrea Barberi Gruppi Sportivi Fiamme Gialle       | 47"15       |
| 2005 | Edoardo Vallet Gruppo Sportivo Fiamme Oro          | 47"94       |
| 2006 | Gianni Carabelli Centro Sportivo Carabinieri       | 48"51       |
| 2007 | Andrea Barberi Gruppi Sportivi Fiamme Gialle       | 46"78       |
| 2008 | Claudio Licciardello Gruppi Sportivi Fiamme Gialle | 46"57       |
| 2009 | Claudio Licciardello Gruppi Sportivi Fiamme Gialle | 46"03       |
| 2010 | Domenico Fontana Gruppo Sportivo Fiamme Oro        | 47"70       |
| 2011 | Lorenzo Valentini Atletica Studentesca CA.RI.RI.   | 48"08       |
| 2012 | Lorenzo Valentini Atletica Studentesca CA.RI.RI.   | 46"88       |
| 2013 | Isalbet Juarez Gruppo Sportivo Fiamme Oro          | 47"11       |
| 2014 | Matteo Galvan Gruppi Sportivi Fiamme Gialle        | 46"97       |
| 2015 | Matteo Galvan Gruppi Sportivi Fiamme Gialle        | 46"80       |
| 2016 | Matteo Galvan Gruppi Sportivi Fiamme Gialle        | 47"29       |
| 2017 | Marco Lorenzi Gruppi Sportivi Fiamme Gialle        | 47"17       |
| 2018 | Vladimir Aceti Atletica Vis Nova Giussano          | 46"95       |
| 2019 | Michele Tricca Gruppi Sportivi Fiamme Gialle       | 46"85       |
| 2020 | Michele Tricca Gruppi Sportivi Fiamme Gialle       | 48"01       |
| 2021 | Vladimir Aceti Gruppi Sportivi Fiamme Gialle       | 46"57       |
| 2022 | Brayan Lopez Gruppo Sportivo Fiamme Azzurre        | 46"87       |
| 2023 | Riccardo Meli Gruppo Sportivo Fiamme Gialle        | 46"58       |